# Waldzither

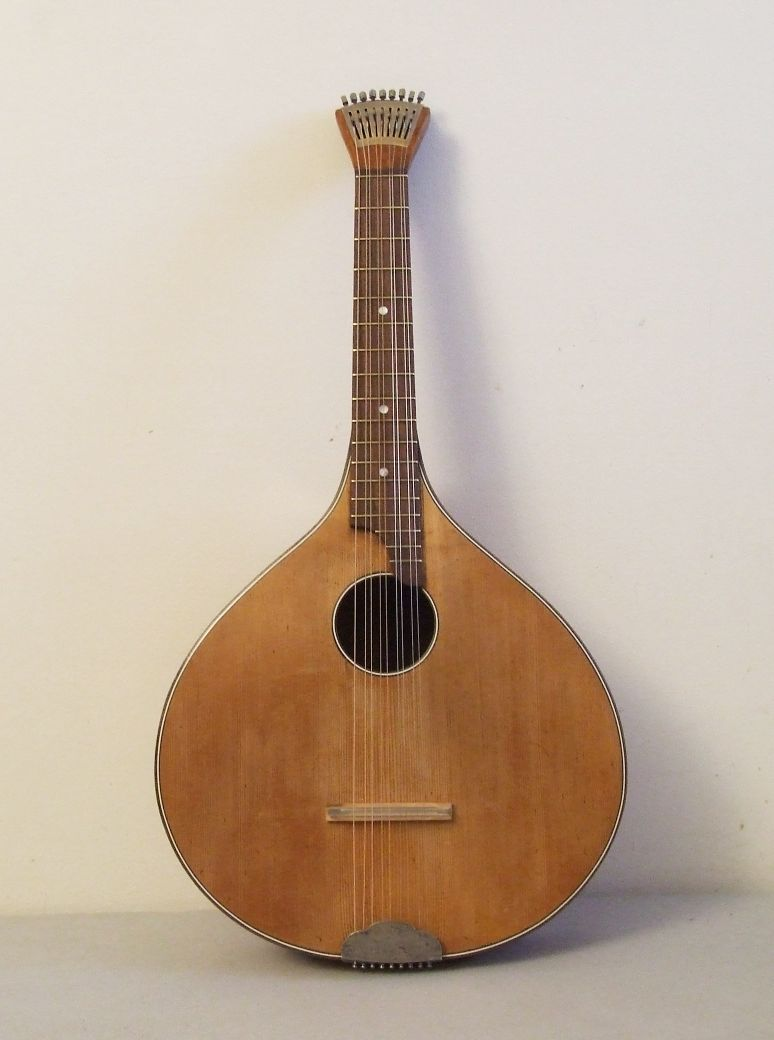
Vogtländische Waldzither, Hamburger Modell, um 1935

Die Waldzither ist ein Zupfinstrument aus der Familie der Cistern, das etwa um 1900 in Thüringen aufkam. Sie ist trotz ihres Namens keine Zither, sondern gehört wie alle Cistern zu den Kastenhalslauten.
Die Waldzither ist eine deutsche Bauform der Cister, so wie sich auch in anderen Ländern eigene Cistervarianten entwickelt haben, z. B. in Portugal die Portugiesische Gitarre, in England die English guitar und in Irland die Irish bouzouki.
Im ersten Drittel des 20. Jahrhunderts erlangte die Waldzither eine große Verbreitung in Deutschland. Es wurde versucht, die Waldzither zu einem deutschen Nationalinstrument zu etablieren.

## Etymologie
Bis zum Ende des 18. Jahrhunderts bezeichnete der Begriff „Zither“ ausschließlich Instrumente aus der Familie der Cistern. Im 19. Jahrhundert gewann dann eine Weiterentwicklung des mittelalterlichen Scheitholt im Salzburger Raum an Bedeutung, auf welche der Name Zither überging. So kam es zu einem Namenskonflikt zwischen zwei grundsätzlich verschiedenen Instrumententypen.
Cistern wurden im ausgehenden 19. Jahrhundert nur noch in einigen wenigen Gebieten Deutschlands (z. B. Thüringen, Harz) gebaut und gespielt. Um Verwechslungen zu vermeiden, erhielten die Instrumente neue Bezeichnungen in Form von Namenszusätzen wie „Halszither“, „Bergmannszither“, „Harzzither“ oder „Thüringer Zither“. Der Name Waldzither entstand vermutlich als Verkürzung von „Thüringer Wald-Zither“.
Martin Luther soll Cister gespielt haben, was allerdings historisch nicht belegt ist. Aufgrund dieser Überlieferung kamen Anfang des 20. Jahrhunderts Variationen der Waldzither mit Bezeichnungen wie „Lutherzither“ oder „Wartburglaute“ auf.
Eine weitere gelegentlich verwendete Bezeichnung für die Waldzither ist „deutsche Laute“ – eine Benennung, die aber auch für die Gitarrenlaute verwendet wurde und daher doppeldeutig ist.

## Herkunft

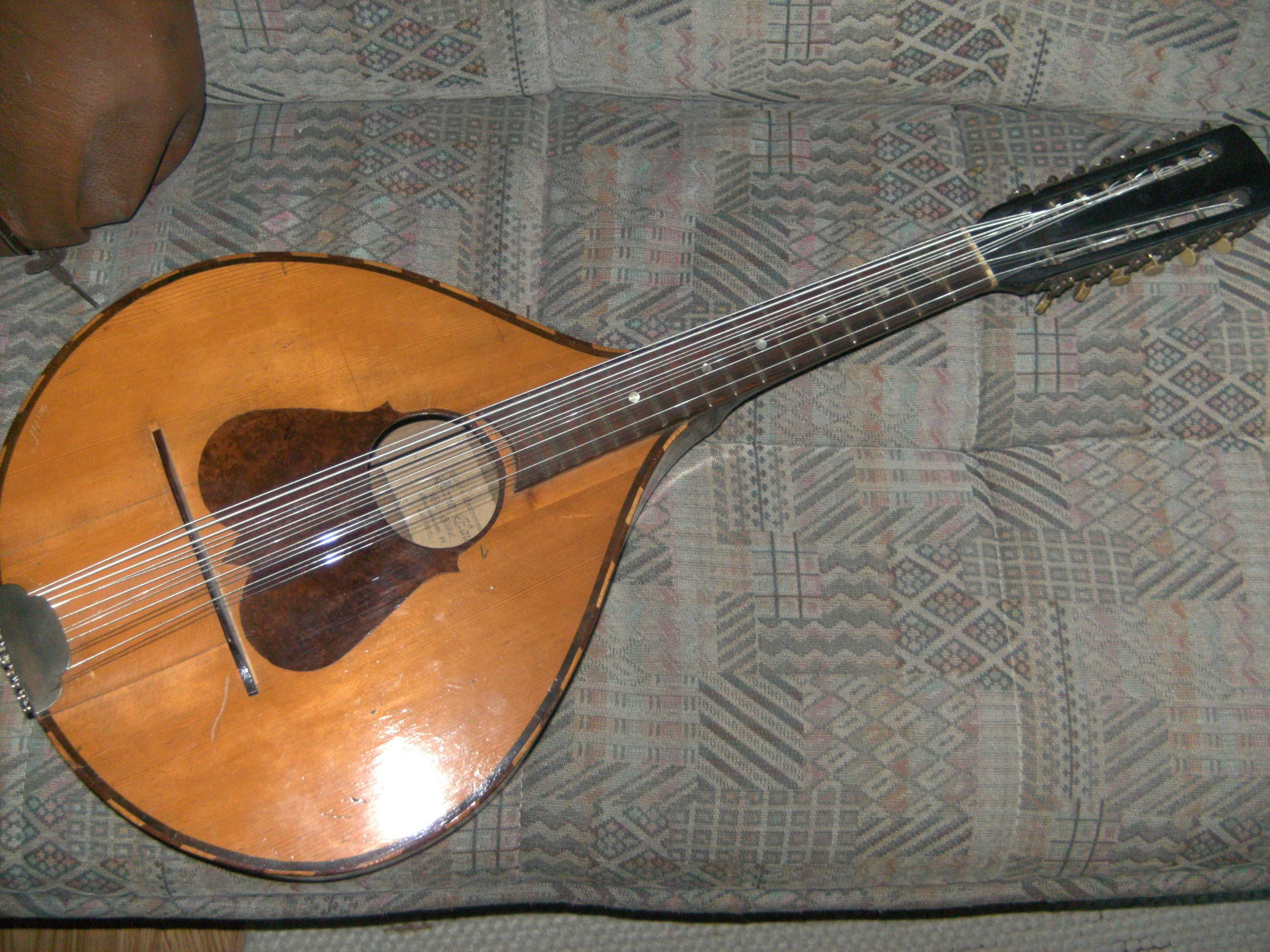
14-saitige Waldzither von Hans Hau, Frankfurt-Höchst (Hauzither), vermutlich aus den 1930er Jahren

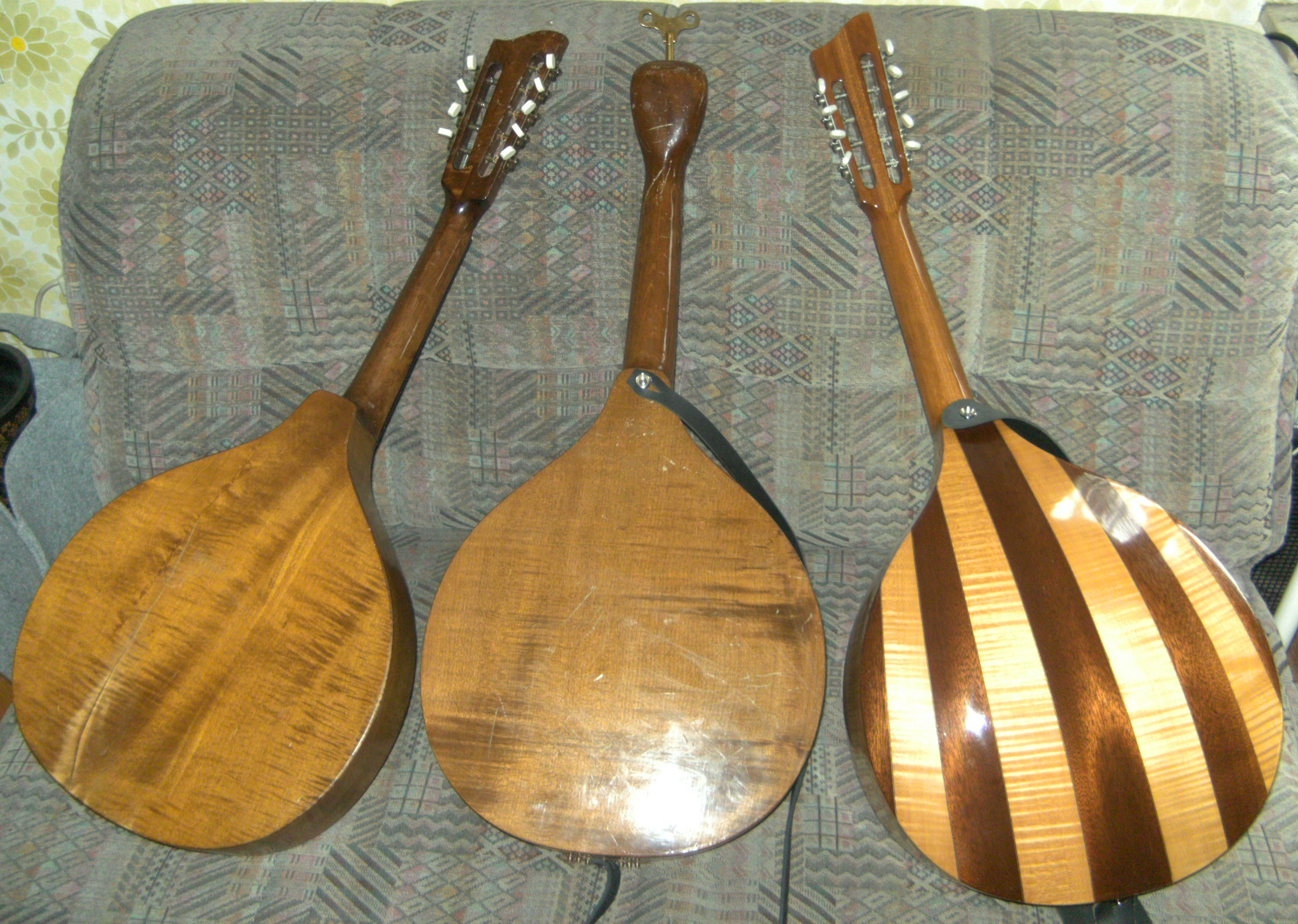
Drei Hopf-Waldzithern

Die Cister ist ein Instrument aus dem Mittelalter und der Renaissance, das im 19. Jahrhundert beinahe in Vergessenheit geraten war. Durch die Jugendbewegung und die Jugendmusikbewegung im ersten Drittel des 20. Jahrhunderts wurde die Kastenhalslaute neu entdeckt und als Waldzither in der deutschen Volksmusik wieder populär. Aus Arbeiterkreisen gelangte sie auch in die Wandervogelbewegung.
Mit dem Erstarken des deutschen Nationalbewusstseins in den 1920er und 1930er Jahren wurde von einigen Herstellern der Waldzither versucht, auf diesen Trend aufzuspringen und das Instrument als deutsches Nationalinstrument zu etablieren, wie folgendes Zitat belegt:

„Es ist eine unbedingte Notwendigkeit, dass der Deutsche zu seinen Liedern auch ein echt deutsches Begleitinstrument besitzt. Wie der Spanier seine Gitarre (fälschlich Laute genannt), der Italiener seine Mandoline, der Engländer das Banjo, der Russe die Balalaika usw. sein Nationalinstrument nennt, so sollte der Deutsche seine Laute, die Waldzither, welche schon von Dr. Martin Luther auf der Wartburg im Thüringer Walde (daher der Name Waldzither) gepflegt wurde, zu seinem Nationalinstrument machen.“

Trotzdem wurde das Instrument im deutschen Nationalsozialismus von den neuen Machthabern nicht gefördert. Dies lag daran, dass es mit dem Wandervogel assoziiert wurde, der mit der Machtergreifung der Nazis verboten wurde. Spieler der Waldzither wurden teilweise unter dem Verdacht, autonome Wandervögel zu sein, festgenommen. Bis zum Ausbruch des Zweiten Weltkriegs war die Waldzither dennoch sehr populär, weil sich viele Musikfreunde ein teureres Instrument gar nicht leisten konnten. Kurse wurden in riesigen Gruppen angeboten, Politik dabei aber strengstens umgangen, weil die Musikschulen von den Nazis argwöhnisch kontrolliert wurden.

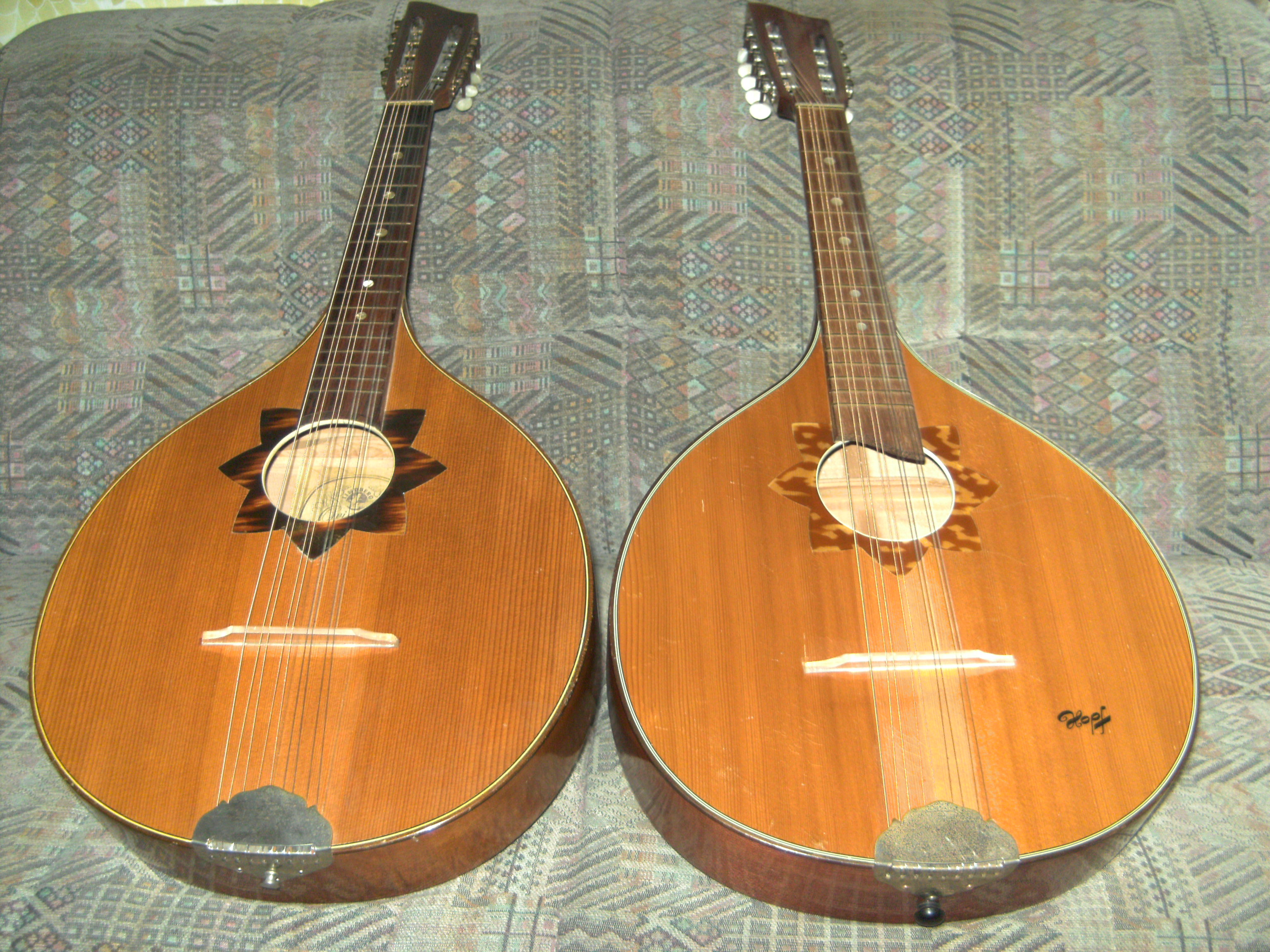
Lindberg (1953), Hopf (1970)

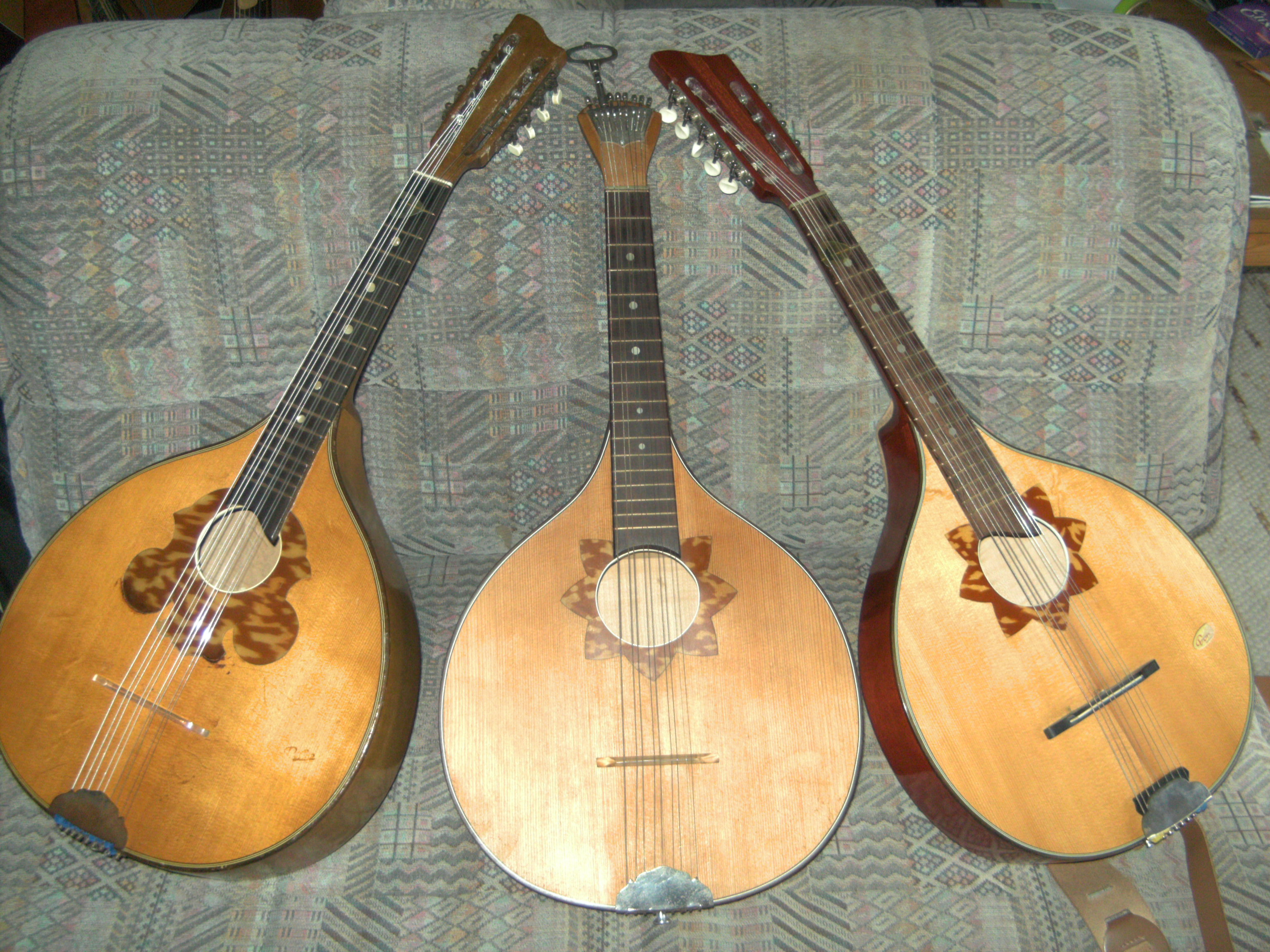
Thüringer Waldzither mit 9-teiligem gewölbtem Boden, Hamburger Waldzither (1965), Thüringer Waldzither (1971)

Nach Kriegsausbruch war der Erwerb einer Waldzither schwierig bis unmöglich. Wer eine besaß, nahm sie in der Regel auch auf Flucht und Vertreibung mit, weil Musik für die Menschen eine wichtige Überlebenshilfe war. Richtig untergegangen ist die Waldzither erst in den 1950er Jahren, in denen das Singen deutscher Volkslieder als Nazi-Erbgut betrachtet wurde und gleichzeitig die Gitarre als Instrument massiv an Bedeutung gewann. Dazu kam die deutsche Teilung, die Produktion der Waldzither (Sachsen) und Abnehmer (Mittel- und Norddeutschland) voneinander trennte. In Hamburg wurde nach dem Krieg keine Waldzither mehr produziert, wohl aber im Sauerland durch den Einzelunternehmer Friedrich. Dieser stellte sich dann aber auch auf den einsetzenden Gitarrenboom um. Der Mandolinenbauer Franz Dotzauer (Dofra) in Erlangen baute von Anfang der 1950er bis Mitte der 1970er Waldzithern, die unter dem Namen Dofra und von den Firmen Lindberg (München), Hopf (Wehen), Gewa bzw. Walthari (Mittenwald) – vielleicht auch von Framus und Höfner – jeweils unter den eigenen Firmennamen verkauft wurden. In Schotten (Vogelsberg) wurden von Hans Hau 14-saitige Waldzithern gebaut.
In den 1970er Jahren kam die Waldzither durch das deutsche Folkmusik-Aufleben wieder zu Ehren. Gruppen wie Liederjan spielten auf alten Instrumenten ihren neuen Folk. Inzwischen gibt es wieder ein vermehrtes Interesse an dem Instrument, in der Volksmusik, der Folkmusik, sowie seit den 1990er Jahren auch aus den Reihen der Musik der Mittelalterszene. Es gibt auch heute noch einige Instrumentenbauer, die Waldzithern herstellen.

## Bauform

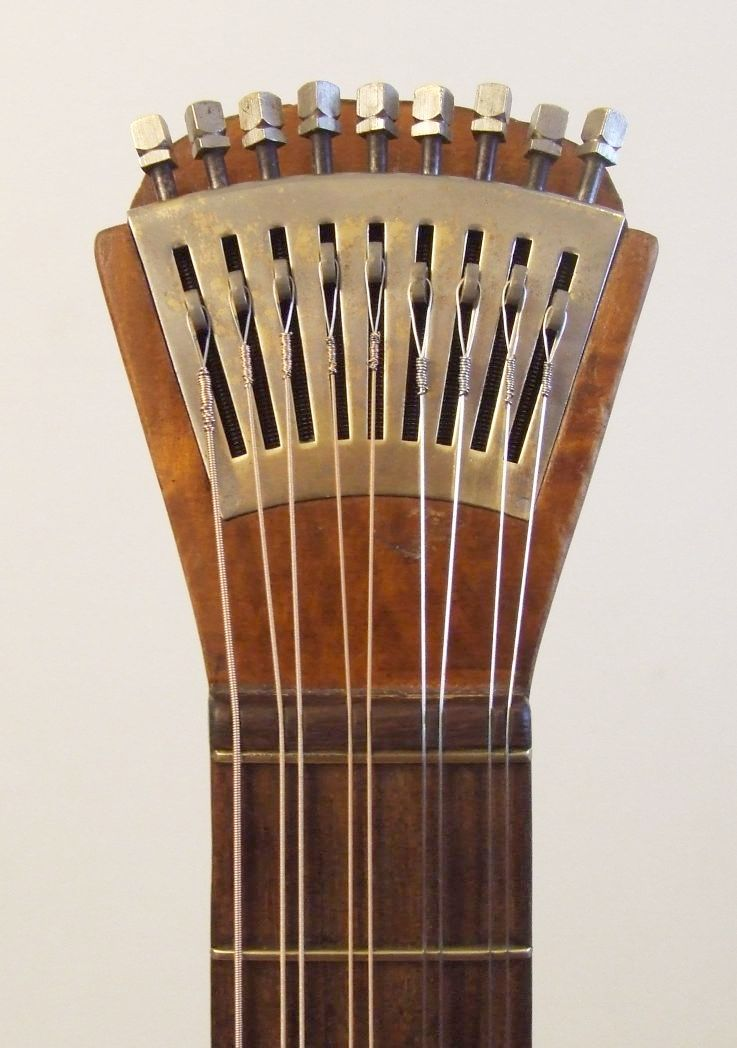
Schraubenkopfmechanik

Die Waldzither besteht aus einem länglichrunden, meist tropfenförmigen, flachen Korpus mit Zargen, einem Hals mit Griffbrett und einem Kopf mit den Wirbeln, an denen die Saiten gespannt werden. Der Saitenhalter befindet sich unterständig beim Klotz, der die beiden Zargenteile verbindet (ähnlich wie bei der Mandoline). Das Griffbrett ist durch quer eingelegte Metallstäbchen in der Regel in 17 Bünde eingeteilt.
Neben der häufigsten Korpusform, der Tropfenform, gibt es auch die „Wappenform“ (birnen- oder glockenartig) und die „Lautenform“. Bei der Waldzither ist es, anders als beispielsweise bei der Gitarre oder Mandoline, nie zu einer echten Standardisierung gekommen. Aus diesem Grund wurden zu jeder Zeit und von jedem Hersteller Waldzithern mit leicht oder auch stärker abweichenden Baumerkmalen gefertigt.
Die weitverbreitetsten Bauformen der Waldzither sind:
- die Thüringische Waldzither
- die Hamburger Waldzither
- die Vogtländische Waldzither

Die „Thüringische Waldzither“ ist traditionell mit hinten durchgesteckten Stimmwirbeln ausgestattet.
Die „Hamburger Waldzither“ ist eine Variante des Hamburger Mandolinenfabrikanten C. H. Böhm und anderen konkurrierenden Hamburger Instrumentenbauern des beginnenden 20. Jahrhunderts. Sie besitzt eine Schraubenkopfmechanik (auch Fächermechanik oder Schraubenfächermechanik genannt), die eine Weiterentwicklung der Preston’s machine der English guitar darstellt, und einen flachen Korpusboden.
Die „Vogtländische Waldzither“ gibt es in zwei Modellen, dem ‚Hamburger Modell‘ mit Schraubenkopfmechanik und dem ‚Thüringer Modell‘ mit Stimmmechanik (wie bei einer Gitarre). Letzteres Modell wird manchmal auch „Thüringer Waldzither“ genannt, ist aber eine ganz andere Bauform als die „Thüringische Waldzither“. Das Hamburger Modell der vogtländischen Waldzither hat im Unterschied zur Hamburger Waldzither einen mehrfach gespanten gewölbten Korpusboden.

## Besaitung und Stimmung
Die heutige Waldzither ist, wie bei Cistern üblich, in einer offenen Stimmung gestimmt. Die Saiten sind immer aus Metall, in der Regel Stahlsaiten, und doppel- oder mehrchörig angeordnet. Die tiefste Saite ist oft abweichend als Einzelsaite ausgeführt.
Die neun Saiten werden in der auch heute noch üblichen Bezeichnung Tenorzither in C-Dur gestimmt (von der tiefsten Saite ausgehend: c gg c′c′ e′e′ g′g′). Vor allem in Thüringen wird heute noch von Hilmar Günther die so genannte Basszither gebaut, die eine Quarte tiefer in G-Dur gestimmt ist (G dd gg h′h’ d′d′). Als Diskantzither ist sie ebenfalls in G-Dur üblich, allerdings dann eine Oktave höher. (g d′d′ g′g′ h′h’ d° d°)
Es gibt auch 14-saitige Waldzithern. Diese haben fünf Chöre: einen Doppelchor im Bass und vier Tripelchöre, sie ähneln in Größe und Bauweise den Tenorzithern (cc ggg c′c′c′ e′e′e′ g′g′g′) oder Cc Ggg cc′c′ ee′e′ gg′g′ (Hau-Zither).
Wird die Waldzither als reines Bordun-Begleitinstrument eingesetzt, kann man auch die Terz weglassen und eine Stimmung verwenden, die nur den Grundton und die Quinte enthält, z. B. c gg c′c′ c′c′ g′g′, was einen sehr vollen Bordunklang ergibt (entsprechend einem Powerchord).
Experimentierfreudige heutige Waldzitherspieler setzen zum Teil auch ganz andere Stimmungen für die Waldzither ein. Zu diesem Thema referierte Gregory Doc Rossi beim 3. Waldzithersymposium in Suhl ausführlich mit praktischen Anregungen. Eine mögliche Variante ist die Stimmung in der Art des ebenfalls fünfchörig besaiteten südamerikanischen Charango. Bei dessen gebräuchlichster Stimmung in a-moll-7 klingen die Töne von den oberen zu den fünften und dünnsten Doppelsaiten g′g′ – c°c° – e°e′ – a'a' – e°e°. Die Tonhöhe ist dabei nicht in aufsteigender Reihenfolge, sondern überkreuzt. Übertragen auf die Waldzither kann bei einem Instrument mit ca. 50 cm Mensur ein gewöhnlicher Satz Saiten aufgezogen werden, wenn die dickste Saite (c) im zweiten Chor verwendet wird. Von der oberen zu den unteren Saiten lautet die Stimmung dann: g – c′c – e′e – aa – e′e′. Für die a- und c′-Saiten lassen sich dünne, umsponnene Gitarrensaiten verwenden. Diese teil-offene Stimmung klingt borduntypisch tief und voll ähnlich der einer Bouzouki und ist für Melodiespiel bestens geeignet. Die Akkorde sind für Gitarristen schnell lernbar, weil sie Gitarrenakkorden sehr ähneln. Heute findet diese Stimmung bereits im Bal Folk und in der Wandervogel-Bewegung Verwendung. Eine weitere, einfachere Möglichkeit ist das Stimmen der Waldzither-Saiten ähnlich den Saiten der Gitarre – unter Weglassen der dicksten (E-)Saite: A – d – g – h – e’. Werden dabei die A- und d-Saiten nach oben oktaviert, erhält man die authentische Stimmung einer Barock-Gitarre (a – d – g – h – e). Mit der Stimmung G – c – g – c′ – g′ (ebenfalls ein Powerchord in C) arbeitet unter anderem Michael Völkel, wenn er mittelalterliche Musik oder Folk spielt. In der Kombination von  Bordun, Griffen und Einzeltönen lässt mit dieser Stimmung recht einfach eine komplexe Begleitung realisieren.

## Spielweise
Die Waldzither kann sitzend oder stehend gespielt werden. Das Anschlagen der Saiten erfolgt meist mit einem Plektrum, das zwischen Zeigefinger, Mittelfinger und Daumen gehalten wird.
Die Waldzither kann als reines Melodieinstrument oder auch als Rhythmusinstrument eingesetzt werden. Es lässt sich auch Melodie und Rhythmus gleichzeitig spielen. Die Grundakkorde sind sehr leicht zu greifen, so dass auch Anfänger sehr schnell zu guten Ergebnissen gelangen. Bei der C-Dur-Stimmung ist das Spiel in den Tonarten C-Dur, G-Dur und F-Dur und den verwandten Molltonarten am leichtesten. Es kommen dabei auch Barré-Griffe zum Einsatz. Das Spiel in anderen Tonarten erfordert allerdings mehr Übung.
Man kann auch einen Kapodaster verwenden – zum Beispiel am zweiten Bund, um ein Stück auf einfache Weise in D-Dur zu spielen. Weitere mögliche Spieltechniken sind die Fingerspielweise (ohne Plektrum) sowie Verwendung von Fingerpicks oder Bottlenecks.

## Waldzither-Symposium
Seit 2003 findet alle zwei Jahre in Suhl (Thüringen) ein Waldzither-Symposium statt, bei dem Spieler, Sammler, Historiker, Instrumentenbauer und Interessierte sich treffen und austauschen. Das Symposium wird seit 2014 vom Verein Freunde und Förderer der Waldzither e. V. organisiert.